# Batalhão de Caçadores n.º 5
O Batalhão de Caçadores n.º 5 (BC5) MHL foi uma unidade do Exército Português, criada aquando da Primeira Invasão Francesa como Legião Transtagana formada em Beja para guarnição da Praça de Campo-Maior. Teve participação relevante em múltiplas eventos da história militar portuguesa, com destaque para as campanhas da Guerra Peninsular e nos acontecimentos que levaram à constituição da Regência de Angra e ao Desembarque do Mindelo. A unidade foi extinta em 1988. A 25 de abril de 2000, o Batalhão de Caçadores n.º 5 foi feito membro-honorário da Ordem da Liberdade.

## História
Os bons serviços prestados pelas companhias de caçadores dos regimentos de infantaria durante a primeira invasão francesa levaram os governantes portugueses, após a expulsão das tropas napoleónicas no termo da sua primeira incursão em Portugal, a incluir na reorganização do Exército que então foi feita a criação de seis batalhões de caçadores, a cinco companhias cada, uma das quais de atiradores. Assim, por decreto de 14 de outubro de 1808, são criados aqueles batalhões de caçadores, mas só um ano depois, por alvará de 15 de dezembro de 1809, se fizeram os primeiros recrutamentos de pessoal.
Entretanto, aquando da revolta contra a ocupação francesa no Alentejo, dera-se a constituição da Legião Transtagana, formada em Beja em 1808 pelo corregedor daquela cidade, o magistrado João José Mascarenhas de Azevedo e Silva. Quando foi posto em execução o alvará de 15 de dezembro de 1809, atrás referido, uma parte da Legião Transtagana foi incorporada ao Exército Português e deu origem a um dos projetados batalhões, para o comando do qual já havia sido nomeado, em janeiro desse ano de 1809, o tenente-coronel Maximiano de Brito Mouzinho. A unidade fora formalmente criada em Campo Maior a 28 de outubro daquele ano e recebeu, em execução do decreto de 14 de outubro de 1808, a designação de Batalhão de Caçadores n.º 5. Como a este batalhão tinha sido destinada a guarnição da Praça de Campo-Maior, no Alentejo, a unidade também foi inicialmente conhecida por Batalhão de Caçadores de Campo Maior. O Batalhão recrutava no Alentejo.

### Participação na Guerra Peninsular
Poucos meses após a sua organização o Batalhão de Caçadores n.º 5 teve o seu batismo de fogo quando, a 10 de Junho de 1809, desempenhava a missão especial de demolir um dos arcos da Ponte de Alcântara, em Espanha, a fim de impedir, ou pelo menos retardar a marcha de duas colunas francesas que pretendiam forçar a passagem do Tejo em Alcántara. Nesta ação, o Batalhão de Caçadores n.º 5, que a tradição afirma ser então «composto na sua maior parte de recrutas bisonhos e mal instruídos ainda», mereceu do general Athur Wellesley, que comandava as forças anglo-portuguesas, os maiores elogios.
Nas ações que constituíram a campanha da Segunda Invasão Francesa, em que o Batalhão de Caçadores 5 tomou parte, integrado na Leal Legião Lusitana sob o comando do brigadeiro-general britânico John Wilson, destacou-se sempre pela sua bravura, especialmente na Batalha de Talavera de la Reina (26 a 28 de junho de 1809) e no combate pela posse do Desfiladeiro de Baños (12 de agosto de 1809).
A primeira ação das campanhas da Terceira Invasão Francesa em que o Batalhão de Caçadores 5 tomou parte, foi a Batalha do Bussaco, travada 27 e 28 de setembro de 1810. Integrado na 10.ª Brigada do Exército Anglo-Luso, o Batalhão de Caçadores 5 não teve parte ativa no desenrolar da batalha porquanto as suas posições não foram atacadas pelo inimigo. Na continuação da campanha, as tropas anglo-lusas, sob o comando do general William Carr Beresford, entraram em Espanha e, a 16 de maio de 1811, travaram a sangrenta Batalha de Albuera onde o Batalhão de Caçadores n.º 5 se portou com a maior valentia e heroísmo. À Batalha de Albuera seguiu-se o Cerco de Badajoz (19 de maio a 17 de junho), no qual o Batalhão teve participação relevante. 
Com a reorganização do Exército que se seguiu, em 22 de agosto de 1811 o Batalhão integrou a brigada formada pelos Regimento de Infantaria n.º 13 e Regimento de Infantaria n.º 24, que a 13 de agosto de 1813 passou a ser designada pela 10.ª Brigada. Já neste enquadramento, participou nos combates de de Villa d'Alfaiates (27 de setembro de 1811), Salamanca em (22 de julho de 1812), de Valladolid (7 de setembro de 1812) e, ao findar do ano, em 19 de outubro de 1812, tomou parte no cerco do Castelo de Burgos, que resistiu aos cinco assaltos das tropas anglo-lusas, que acabaram por retirar.
A 21 de junho de 1813, o comandante-em-chefe das tropas anglo-lusas, o general Arthur Wellington, comandou o ataque ao Exército Francês, na Batalha de Vitoria (em Vitoria-Gasteiz), o qual foi completamente derrotado. Apesar disso, a luta em Espanha continuou até outubro de 1813, travando-se uma série de combates, recontros e cercos, entre os quais Villa Franca de Lascano (22 de junho de 1813) Tolosa (25 de junho de 1813), São Sebastião da Biscaia (25 de julho de 1813), reduto do Convento de São Bartolomeu (31 de agosto de 1813), que obrigaram os franceses a retirar para além dos Pirenéus.
Já em território francês, em meados de outubro de 1813 forças do exército anglo-luso, comandadas pelo general Arthur Wellesley, ao tempo já duque de Wellington, atacou as forças francesas que defendiam a travessia do rio Nivelle, no recontro que ficou conhecido pela Batalha do Nivelle, no qual o Batalhão de Caçadores 5 teve um papel relevante no assalto a um reduto.
Pouco depois, durante três dias, a 10, 11 e 12 de outubro de 1813, feriu-se a Batalha do Nive, onde a atuação do Batalhão de Caçadores 5 foi notável, merecendo elogiosos louvores do general Beresford. A 23 e 24 de fevereiro de 1814, durante a travessia do rio Adour, deram-se alguns recontros com as tropas francesas sendo o Batalhão de Caçadores 5 a unidade mais atacada.
Na manhã de 24 de fevereiro de 1814, as tropas anglo-lusas atingiram as cercanias da cidade de Bayona e, até 27 daquele mês, combateu-se rijamente a fim de se cercar a cidade. Nessa operação, um destacamento do Batalhão de Caçadores 5 encabeçado pelo próprio comandante da unidade, o então tenente-coronel Thomas Staunton St. Clair (1785-1847), tomou parte no combate de Orthez, travado a 27 de fevereiro, com o objetivo de se conquistar a linha de alturas de Saint-Étienne (por vezes referidas por alturas de Santo Estêvão). Coube ao Batalhão de Caçadores n-º 5 e ao Regimento de Infantaria n.º 24 a ação principal do combate e, posteriormente a manutenção da posse do objetivo conquistado que, por ser um ponto essencial, foi repetidamente investido pelas forças francesas.
No relatório da Batalha de Orthez, o general William Carr Beresford, comandante da 10.ª Brigada do exército anglo-luso, afirma ter «Todas as razões de estar satisfeito com o bom comportamento das suas tropas», cujos corpos mais empenhados foram o Batalhão de Caçadores 5, afirmando ser «muito atendível o bom comportamento destas tropas». Para o Batalhão de Caçadores n.º 5 o preço deste combate foi a morte de 3 dos seus soldados, ferimentos em um oficial subalterno, 3 sargentos e 18 cabos e soldados, além de 5 soldados perdidos ou capturados pelo inimigo.
Os combates em torno de Orthez foram os últimos do primeiro período da vida do Batalhão de Caçadores n.º 5 e, talvez por essa razão a Batalha de Orthez escolhida, cem anos mais tarde, para simbolizar todo o heroísmo da unidade, a qual passou a celebrar em 27 de fevereiro o seu dia festivo e comemorativo de todas as suas ações de combate.
Durante o cerco de Bayona, que durou até 28 do abril, as tropas do Batalhão de Caçadores 5 tiveram um papel de grande importância. Ao findar as lutas da Guerra Peninsular, com a queda de Bayona, o Batalhão de Caçadores tinha-se coberto de glória e de honra, mas pelos campos de Espanha e França estavam sepultos 5 oficiais e 163 praças do pré, tinham sido feridos em combate 9 oficiais e 164 praças e tinham-se perdido, ou sido capturados, 1 oficial e 182 praças.
No termo da guerra, o Batalhão de Caçadores 5 foi merecedor das seguintes palavras que Wellington mandou publicar: «que o Batalhão de Caçadores 8 e o destacamento do Batalhão de Caçadores 5, da décima Brigada, recebam a certeza da sua plena aprovação».
Terminada a Guerra Peninsular, o Batalhão de Caçadores 5 regressou a Portugal e, em 31 de julho de 1814, aquartelou-se em Miranda do Douro. Em 1816 passou a ter quartel na Bateria da Feitoria, em Oeiras.

### Revolução Liberal e Guerra Civil Portuguesa
O segundo período da vida do Batalhão de Caçadores 5 foi profundamente ligado às convulsões políticas que se seguiram ao termo da Guerra Peninsular, e posteriormente pelos eventos da Guerra Civil Portuguesa (1828-1834). Nesse agitado período, o Batalhão de Caçadores n.º 5, ao seguir a causa constitucional e ao transformar-se num dos seus principais baluartes, destacou-se pela sua tenacidade e resiliência.
As consequências da ausência da corte portuguesa, que se refugiara no Rio de Janeiro em 1807, e da situação de protetorado britânico que de facto se instalara em Portugal, foram poderosos catalistas da Revolução Liberal do Porto de 24 de agosto de 1820. Desencadeada a revolta na cidade do Porto, as adesões de unidades militares form acontecendo por todo o país, tendo o Batalhão de Caçadores 5 apenas aderido cerca de um mês depois, isto é, em 16 de setembro de 1820.
Pouco epois, a 29 de outubro daquele ano, os revoltosos conseguiram impor aos membros da Junta Governativa de Portugal a aceitação do regime constitucional. Na sequência destes eventos, realizaram-se as eleições para as Cortes Gerais e Extraordinárias da Nação Portuguesa, seguindo-se a aprovação da Constituição de 1822 e o regresso a Lisboa do rei D. João VI e da sua corte.
A reação absolutista apenas se verificou quase dois ano depois e, desde logo, o Batalhão de Caçadores 5 tomou parte ativa no desenrolar de todas as ações. A 21 de março de 1823 a unidade chegou a Penafiel e, nesse mesmo dia e sem qualquer descanso, foi mandada seguir, em «marcha forçada» para Amarante. A atuação do Batalhão de Caçadores 5 no combate que passou à história com o nome combate da Ponte de Amarante, foi assim descrita por Luís Cláudio de Oliveira Pimentel, o 1.º visconde de Vila Maior:
«No momento em que o combate ardia mais furioso, empregando o inimigo os maiores esforços para se assenhorear do posto do Calvário e outros, cuja posse punha em eminente risco a defesa da ponte, da qual estava prestes a ocupar a entrada, soaram da margem direita as cornetas de Caçadores 5, tocando a «avançar» e este bravo corpo, apesar da marcha acelerada em que, desde Penafiel, vinha sem o mínimo descanso e entusiasmado com as breves e heroicas palavras, que naquele momento lhe dirigiu o general Claudino, carregou à baioneta sobre os rebeldes, que já começavam a entrar pela ponte do lado transmontano e nesta carga audaciosa os levou adiante de si, determinando em poucos momentos a sua completa derrota. Foi na verdade este vigoroso ataque de Caçadores 5 o que fez decidir a ação, forçando o inimigo a retirar-se pelas duas estradas, que atravessam a serra do Marão até à Campeã, em direção a Vila Real.»
Após a tentativa de insurreição de 27 de maio de 1823, que ficaria conhecida pela Vilafrancada, e o crescente enfraquecimento do recém instalado sistema constitucional, o Batalhão de Caçadores n. º 5, considerado como afeto às fações mais extremas do vintismo, foi transferido do norte para o sul de Portugal, isto é, de Moncorvo para Estremoz, seguindo depois para Elvas e por fim para Aldeia Galega. Considerado como «desafeto ao novo sistema de Governo», foi decidido desterrar a unidade para os Açores, embarcando pouco depois, a 16 de outubro de 1823, em Cacilhas. Nessa ocasião grande parte da sua oficialidade foi encarcerada em na Fortaleza de São Julião da Barra ou na Torre do Bugio ou ainda desterrada para Mafra.
Após uma curta permanência em Ponta Delgada, na ilha de São Miguel, o Batalhão foi em julho de 1823 destacado para guarnecer a Fortaleza de São João Baptista da Ilha Terceira, em Angra. Parte do Batalhão permaneceu em Ponta Delgada, aquartelado no Forte de São Brás.

#### A permanência em Angra
Durante a primeira fase da sua permanência nos Açores, o Batalhão, cujas simpatias liberais já eram conhecidas antes da sua chegada, foi olhado com suspeição pelas autoridades locais. Essa suspeição foi crescendo face à crescente influência que os deportados da Amazona, um grupo de intelectuais ligados aos ideais liberais e à Maçonaria que estava também desterrado em Angra desde 1809, ia tendo sobre a oficialidade do Batalhão. Tal determinou o prolongamento da estadia da unidade nos Açores, já que o seu regresso ao território continental era visto como uma potencial ameaça.
Quando a 16 de maio de 1828, chegou aos Açores a notícia de uma contrarrevolução liberal que ficaria conhecida pela Belfastada, o Batalhão de Caçadores n.º 5 de aderiu de imediato e proclamou a legitimidade de D. Pedro IV, sendo o principal suporte da revolta liberal de 22 de junho de 1828, que proclamou em Angra a restauração do regime constitucional e desencadeou os eventos que conduziram à guerra civil portuguesa (1828-1834). Secundo o general Serpa Pinto essa aclamação «foi o esteio da Liberdade do nosso País» e o historiador Pinheiro Chagas, na sua História de Portugal, descreve a situação de D. Pedro IV com as seguintes palavras:
«Por exército um batalhão de caçadores, por monarquia uma ilha pequena, por capital uma pequena cidade, mas esse batalhão era o legendário 5 de Caçadores, essa ilha era a que mantivera três anos depois da queda de Portugal a ideia de independência, essa cidade era Angra do Heroísmo».
Nos anos seguintes, o Batalhão distinguir-se-ia na defesa do regime liberal em Portugal, tendo sido o pilar fundamental da resistência da ilha Terceira e da formação da Regência de Angra. Coube, nessa ocasião, ao 5 de Caçadores a defesa dos Açores e, a 11 de agosto de 1829, na Vila da Praia, ser a principal unidade na Batalha da Praia que viu a guarnição da ilha repelir o desembarque absolutista. Nessa ação teve um soldado morto e oito feridos, dos quais um oficial e quatro sargentos.
Ainda nos Açores, o Batalhão tomou parte numa série de pequenas ações contra as tropas miguelistas, que ocupavam as partes principais das diversas ilhas do arquipélago. Com a chegada de D. Pedro IV aos Açores organizou-se o Exército Libertador, no qual segundo as palavras de Luz Soriano:
«O bravo batalhão de Caçadores 5 que constituía, por assim dizer, a heroica e velha guarda do Exército Libertador […].»
O Batalhão foi seguidamente integrado no Exército Libertador, tendo partido em 1832 para Ponta Delgada e daí para o Porto, sendo uma das unidades que protagonizaram o desembarque do Mindelo.

#### O cerco do Porto
Após o vitorioso desembarque da praia da Arnosa de Pampelido, a 8 de julho de 1832, o Batalhão, juntamente com as restantes forças do Exército Liberal, entrou no Porto. Mais tarde tomou parte nas ações de Serra do Pilar (10 de julho) e Valongo (22 de julho). Ainda no dia 22 de julho, após a passagem do rio Tinto, as duas fações entraram em contacto, sendo essa ação assim descrita no relatório oficial:
«Entrou então a vanguarda em ação: Caçadores 5, com a sua costumada audácia e impetuosidade, atacou aquela tropa, e obrando prodígios de valor em combate porfiado tomando e retomando, passo a passo, cada sinuosidade do terreno que fortemente se lhe disputa, rebateu ele só a vigorosa resistência dos atiradores e da tropa que os apoiava, até que os Voluntários da Senhora D. Maria II, acorrendo ao combate, vieram sustentar aquele Batalhão e aumentar pelo valor a glória já em outras ocasiões tão devidamente adquirida. O capitão Taborda, do Batalhão Quinto, à testa da sua companhia, rompeu à ponta de baioneta, e dispersou um batalhão de voluntários chamados realistas, que o rodeavam e pretendia cortá-lo do resto do seu corpo, conseguindo por este facto reunir-se a ele.»
Na Ordem do Dia de 26 de julho de 1832, a ação do Batalhão é assim realçada:
«O Senhor Duque de Bragança, quer que V. Exª. agradeça em Seu Imperial Nome, ao Batalhão de Caçadores 5, ao Batalhão de Voluntários e Corpo de Guias, a coragem e audácia com que no dia 22 rivalizaram entre si no reconhecimento de Valongo; é muito agradável para Sua S. M. l. ter que louvar tão nobre ardor, e é muito glorioso para eles merecerem a honrosa recomendação de o dirigirem sempre pelo mais justo emprego dele, do que pela medida da sua coragem.»
A luta liberal continuou com várias ações — Ponte de Ferreira (23 de julho), Santo Redondo (7de agosto), Linhas do Porto (29 de setembro de 1832 a 25 de julho de 1833), Quebrantões, (14 de novembro), Valongo (17 de novembro), Padrão da Légua (28 de novembro), Candal (17 de dezembro), Lordelo (4 de março de 1833), Covelo (9 de Abril), Avintes (18 de agosto), nas quais o Batalhão de Caçadores 5 teve sempre uma atuação importante e elogiosa.

#### O ataque a Lisboa
No ataque a Lisboa realizado pelas tropas miguelistas a 5 de setembro de 1833, um dos pontos considerados de extrema importância, foi a Quinta do Louriçal, marginando o Reduto da Atalaia, que se erguia no local onde hoje fica a Penitenciária de Lisboa.
A Quinta do Louriçal, onde mais tarde (1864 e 1901) se construiu o Colégio dos Jesuítas de Campolide, que depois seria sede do Batalhão de Caçadores 5, segundo um relato oficial: «foi esta ponto o mais energicamente atacado pelo inimigo neste dia».
A Parte Oficial da Ação descreve o recontro do Louriçal — que levou à concessão ao pessoal da unidade de 24 condecorações de Torre e Espada — do seguinte modo:
«Coube a Caçadores 5 a glória de carregar o inimigo neste ponto (Quinta do Louriçal) e fazer-lhe perder as vantagens adquiridas. Os atos singulares de valor e coragem praticados pelos oficiais e soldados de Caçadores 5, que repeliram o inimigo nesta posição são superiores a todo o elogio, e 143 mortos, que os rebeldes deixaram sobre o campo de batalha naquele ponto, atestam a valentia dos bravos, que braço a braço e peito a peito, souberam conservar para o seu corpo a reputação e glória militar, que distinguem. Caçadores 5 teve uma conduta tão digna, como em muitas outras ocasiões. [...] muito especial e distintamente o coronel graduado de Caçadores 5, Francisco Xavier da Silva Pereira e os oficiais, sargentos e aspirantes a oficial de Caçadores 5, cujos nomes seguem, pela valentia e extremado valor que mostraram no ataque, que fizeram sobre os rebeldes, que se haviam apoderado do bosque da quinta do Marquês do Louriçal, conseguindo, com forças muito inferiores, expulsá-los daquela quinta: major José Maria de Sousa; capitão José Maria Taborda; tenente Sabino de Oliveira Ferraz; alferes Luiz Cândido Cordeiro e Francisco Sedano Bento de Melo; sargento ajudante José Alves da Encarnação; primeiro sargento José Joaquim Lopes; aspirantes a oficial Carlos Maximiano de Sousa, Manuel de Medeiros do Canto, Francisco José Gomes Brasil, João Urbano da Silveira, José Medeiros Bettencourt e José de :Bettencourt Abreu.»
Até ao final da guerra civil, que terminou pela Convenção de Évora Monte, o Batalhão de Caçadores 5 tomou praticamente parte em todas as ações - Loures, Leiria, Almoster. Destes combates e alguns recontros de menor importância, o mais violento foi o do Loures, onde o Batalhão teve dois oficiais e 12 praças de pré mortos, e ferido mais 7 dos seus oficiais e 81 praças.
A guerra civil custou a Portugal, em todos os aspetos, incalculáveis prejuízos. As Campanhas da Liberdade, para o Batalhão de Caçadores 5, importaram em 14 oficiais e 75 praças de pré mortos; em 42 oficiais e 372 praças de pré feridas; e em 54 praças de pré extraviadas ou feitas prisioneiras.

### O estandarte e o falecimento de D. Pedro IV
Para perpetuar o valor do Batalhão, a rainha D. Maria II bordou uma bandeira destinada ao Batalhão de Caçadores 5, tendo a divisa, ao que parece também da autoria da soberana:
EM VÓS POSSUI A PÁTRIA,
EM VÓS CONTEMPLO
DE LEALDADE O MAIS ILUSTRE EXEMPLO
Ao ofertar esta bandeira a Caçadores 5, a jovem rainha não se esqueceu de frisar «a bravura e inabalável fidelidade, ficando bem certa de que o Batalhão nunca desmerecerá a insigne honra». Infelizmente bem curta foi a vida desta bandeira. Três anos depois, na noite de 24 de julho de 1832, ardeu no terrível incêndio do Convento de São Francisco do Porto, onde o Batalhão estava aboletado, que destruiu quase todo o seu material de guerra e ceifou algumas vidas dos seus militares.
Ante a perda da bandeira que simbolizava a Liberdade da Pátria pelo qual o Batalhão heroicamente se batera, D. Pedro IV ofertou, em nome de sua filha D. Maria II, um novo estandarte, já com as cores constitucionais, e com a divisa que chegou até hoje, afirmando então que este era «o bravíssimo Batalhão do Imperador».
É ainda prato recordar, para a história do Batalhão, que D. Pedro IV ao sentir que ia morrer, quis ter junto de si um dos seus soldados. Este foi um bravo ilhéu de São Jorge, o n.º 82 da 1.ª Companhia, de nome Manuel Pereira, que ouviu da boca do monarca a seguinte mensagem:
«Transmite aos teus camaradas este abraço em sinal da justa saudade que me acompanha neste momento e do apreço em que sempre tive aos seus relevantes serviços.»
E firmando ainda mais a confiança e fé que tinha em Caçadores 5, a última ordem do «Rei Soldado» foi para que o amortalhassem com a farda deste Batalhão.

### A campanha do Remexido
Terminada a Guerra Civil (1828-1834), o Batalhão de Caçadores n.º 5 ficou aquartelado em Lisboa, fazendo parte das tropas que guarneciam a capital. Mantendo-se alinhado com a esquerda do vintismo, o Batalhão tomou parte na tentativa de golpe que ficaria conhecida pela Belenzada, que teve lugar a 9 de setembro de 1836. Considerado como uma ameaça à estabilidade política do regime, o Governo entendeu afastar o Batalhão da capital. Em resultado, o Batalhão recebeu a ordem de marchar para o Algarve a fim de se integrar na Divisão de Operações do Sul que ia combater as guerrilhas miguelistas do Remexido.
Assim os «bravos do Batalhão 5 de Caçadores» deixaram Lisboa, onde, depois que uma curta permanência em Beja e nalguns pontos da fronteira do Alentejo, seguiram para Elvas, onde foram entusiasticamente recebidos. De Elvas o Batalhão marchou para o Algarve onde tomou parte nas operações contra a Guerrilha do Remexido, um movimento guerrilheiro encabeçado por José Joaquim de Sousa Reis, que se intitulava brigadeiro e lugar-tenente no Algarve do rei D. Miguel.
Nesta campanha, todos os combates não foram mais que pequenos recontros e emboscadas de guerrilheiro que, contudo, custaram ao Exército Constitucional pesadas perdas em vidas humanas. A campanha foi interrompida quando a 18 de agosto de 1837 eclodiu a chamada Revolta dos Marechais, que obrigou o Governo a ter de recorrer ao Batalhão. Assim, o Batalhão de Caçadores 5 regressou nos dias imediatos a Lisboa, seguindo pouco depois para o Porto. A este movimento refere-se nestes termos o jornal Nacional na sua edição de 9 de setembro de 1837:
«O distinto e nunca assaz louvado Batalhão 5.º de Caçadores, que chegou há pouco a esta capital, sai amanhã (9 de setembro) para a invicta cidade do Porto. Estes briosos soldados, notórios desde 1822 pelo seu exemplar comportamento, e adesão à causa que hoje defendem, foram acolhidos em Lisboa com a maior cordialidade, própria da estima, que a tão distintos militares consagram os patriotas desta capital.»
O mesmo jornal, na edição de 16 de setembro de 1837, refere da seguinte maneira a chegada do Batalhão ao Porto:
«No Largo do Poço das Pretas se achava postado o bravo 5.º de Caçadores, em continência, e logo que avistaram o Visconde das Antas, outrora seu coronel, cheios de fogo e entusiasmo, aqueles valores romperam em vivas ao mesmo Visconde e às instituições políticas proclamadas pela Nação.»
A 18 de Setembro deu-se o recontro de Ruivães, onde as forças cartistas foram derrotadas. Estas retiram para o Norte de Portugal, acabando por capitular pela Convenção de Chaves. Obtida a capitulação, o Batalhão de Caçadores 5, após ter passado por Vila Real, Lamego e Porto, regressou a Lisboa, seguindo pouco depois, para o Algarve, onde continuou a luta contra as guerrilhas do Remexido.
Foram variadíssimas as ações contra este guerrilheiro que, numa autêntica luta de guerrilhas, conseguia sair vitorioso, embora lutando sempre com efetivos mínimos em relação às forças da ordem. Foi a 28 julho de 1838, na Portela do Corte das Velhas, numa ação conduzida pelo Batalhão de Caçadores 5, que o Remexido foi preso pelo próprio comandante da unidade. A luta de guerrilhas no Algarve ainda se manteve acesa por mais algum tempo, conduzida pelo filho do Remexido. No dia 10 de novembro de 1839 travou-se o recontro do Monte do Pé de Boi, tendo uma coluna do Batalhão de Caçadores n.º 4 conseguido capturar o último guerrilheiro algarvio, terminando assim a «Guerra do Remexido».

### A Patuleia
Em 1846 a efervescência política que atravessava Portugal levou de novo o país à guerra civil, numa sequência de eventos que ficou conhecida como a Revolta da Maria da Fonte e a Patuleia. Fiel às suas tradições de esquerda liberal, o Batalhão de Caçadores n.º 5 aderiu ao movimento revolucionário, sendo considerado pelo Governo como parte das forças rebeldes.
Em 28 de outubro de 1846 travou-se entre as duas fações, uma representando a Rainha, outra formada por um conjunto de várias unidades sublevadas contra o governo, o sangrento recontro de Viana do Alentejo. O Batalhão de Caçadores 5 estava entre os rebeldes, tendo sofrido nessa ação pesadas perdas, tendo entre mortos e feridos cerca de 250 homens.
Ainda como rebelde, o Batalhão tomou parte no combate de Torres Vedras, travado a 22 de dezembro de 1846, onde as «forças da Junta» foram derrotadas. No dia seguinte, deu-se a rendição incondicional das tropas rebeldes às tropas da rainha. Após essa rendição o Batalhão de Caçadores foi extinto e todos os seus oficiais e sargentos foram exilados para Benguela.
No entanto, muitas das praças do Batalhão, que conseguiram evadir-se de Torres Vedras, foram apresentar-se voluntariamente a Évora, constituindo o Batalhão Provisório de Leais Caçadores, ou o Antigo Batalhão de Caçadores 5, que continuou a luta contra as tropas da rainha.
Por Portaria de 24 de março de 1847 foi organizado o «Novo Batalhão de Caçadores 5» que, pouco depois, a 1 de maio, teve que tomar parte no combate do Alto do Viso, onde lutou contra as tropas do «Antigo Batalhão de Caçadores 5». Após a intervenção militar da Quádrupla Aliança, os beligerantes foram obrigados a assinar a Convenção de Gramido, a qual pôs termo formal à guerra civil.
Após uma curta passarem por Lisboa, onde ficou aquartelado nos quartéis de Campo de Ourique e da Ajuda, o Batalhão seguiu, a 6 de agosto de 1847, para a ilha de São Miguel, nos Açores. Foi mais um desterro imposto em resultado das posições políticas assumidas pelo Batalhão.

### A Regeneração
No ano seguinte (1848), o Batalhão de Caçadores 5 foi autorizado a regressar a Lisboa, seguindo, pouco depois, para Leiria, onde permaneceu até 1851, data em que se envolveu em novo movimento contra o poder instituído, a insurreição militar de 1 de maio de 1851 que levou à queda de Costa Cabral e dos governos de inspiração setembrista, iniciando o período conhecido por Regeneração.
Depois de ter andado pelo centro e norte do Pais, o Batalhão chegou a Lisboa, «no meio de calorosas saudações», e ficou aquartelado no Castelo de São Jorge, onde iniciou um novo período da sua vida. Em março de 1862, parte do Batalhão, «a ala esquerda de Caçadores 5», marchou para o Funchal, na ilha da Madeira, onda permaneceu dois anos. Em 1867 e em 1891 parte do Batalhão teve uma curta passagem, respetivamente, por Viana do Castelo pelo Porto, regressando seguidamente à sede em Lisboa.

### As Campanhas de Pacificação
Na décadad final do século XIX, duas companhias de Caçadores n.º 5 foram enviadas para Moçambique no contexto das campanhas de pacificação então em curso e do esforço de manutenção da integridade territorial das colónias portuguesas face às questões emergentes da Conferência de Berlim. Essas companhias lutaram no Mossuril, na Naguema e em Nametaca.
O relatório final da ação travada, que passaria à história com o nome de Campanha do Marave, é avaro em elogios e citações. No entanto, ao referir-se às Companhias do Batalhão de Caçadores n.º 5 frisa que estas conseguiram «sujeitar ao domínio da nossa autoridade uma extensa zona de terreno, onde então exercia a influência o Marave».

### A República e a extinção
Nos anos iniciais da Primeira República Portuguesa, em 1912, o secular Batalhão de Caçadores n.º 5 foi extinto, não por qualquer motivo especial, mas sim dentro do planeamento de uma reorganização do Exército. As multisseculares muralhas do Castelo de São Jorge, onde se aquartelava o Batalhão de Caçadores n.º 5, assistiram então ao desmoronar de cem anos de história de uma das mais valorosas unidades do País.
No entanto, em 1926, com o eclodir da Revolução Nacional, o Batalhão de Caçadores n.º 5 foi recriado pelo decreto de 1 de setembro de 1926. Por aquele diploma foi reorganizado o Batalhão de Caçadores n.º 5, com toda a sua tradição, com todo o seu valor, com toda a sua inegável fidelidade à Pátria, confirmando assim a divisa que a rainha D. Maria II um século antes lhe tinha conferido.

### Golpe dos Fifise um novo papel para o Batalhão
Pouco depois de restaurado, o Batalhão de Caçadores n.º 5 foi central na tentativa de revolta militar de 12 de Agosto de 1927, o Revolta dos Fifis, sendo por isso punido com a extinção, operada pelo Decreto n.º 14103, de 14 de agosto de 1927. Pelo Decreto n.º 14114, de 17 de agosto de 1927, em sua substituição foi criado um depósito denominado «Depósito do batalhão de caçadores n.º 5», transformado depois no Batalhão de Infantaria n.º 26.
O Batalhão foi reconstituído, com a mesma organização, pelo Decreto n.º 15048, de 22 de fevereiro de 1928, passando a funcionar como unidade de elite do regime do Estado Novo. Neste novo enquadramento, o recém recriado Batalhão de Caçadores n.º 5 passou a ser responsável por evitar golpes que pudessem colocar o regime em risco. Em consequência, muitas revoluções foram goradas pela ação do Caçadores 5 e várias sedições militares foram abortadas pela ação do Batalhão. Em alguns casos os muros do aquartelamento da unidade foram alvejados por rajadas de metralhadora e granadas de artilharia e de morteiro desmantelaram as torres e cúpula do edifício.

### A comissão de serviço na Índia e a Guerra Colonial
Em 1954, perante as primeiras ameaças da invasão da Índia Portuguesa, todo o Batalhão logo se ofereceu para a defender. Chegou a Goa no final desse ano e foi aquartelar-se no antigo Convento das Mónicas, grandiosa ruína da «Goa doirada» do século XVII, junto à Basílica Menor do Bom Jesus, onde se venerava o corpo de São Francisco Xavier.
De regresso a Portugal, passou a integrar o conjunto de unidades que preparavam forças a serem enviadas para o Ultramar Português. Cedo enviou para a Guiné, em missão de soberania, duas das suas companhias. Depois, com o eclodir da Guerra Colonial em março de 1961, o Batalhão de Caçadores 5, tornado unidade mobilizadora, desenvolveu uma atividade intensa. Para Angola, Moçambique e Guiné seguiram um total de 58 companhias.
Da participação destas forças que o Batalhão de Caçadores 5 mobilizou resultou a morte de 7 oficiais, 10 sargentos e 57 praças.

### A extinção
O Batalhão de Caçadores n.º 5 foi extinto pelo Decreto-Lei n.º 243/75, de 21 de Maio 1975, mas novamente reactivado pelo Decreto-Lei n.º 681/75, de 10 de Dezembro, agora como unidade de apoio administrativo aos trabalhos das comissões liquidatárias das regiões militares e comandos territoriais independentes extintos ou em vias de extinção no Ultramar. Ainda assim, naquele ano o Regimento de Infantaria n.º 2, da Região Militar de Tomar, herdou as tradições do Batalhão de Caçadores n.º 5.
O Regimento foi definitivamente extinto em 1988, terminadas as funções administrativas de que ficou incumbido, pelo Decreto-Lei n.º 258/88, de 23 de Julho.